# Alexiatunnel

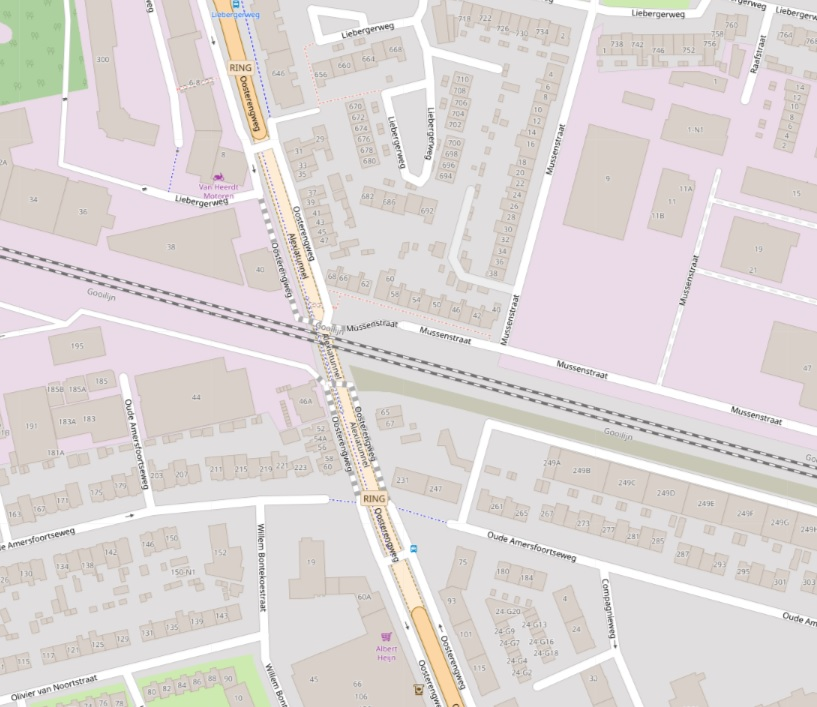
Locatie Alexiatunnel

De Alexiatunnel is een dubbeldekse onderdoorgang in de Oosterengweg in Hilversum. De onderdoorgang kruist de spoorlijn Hilversum - Amersfoort en de HOV-busbaan Hilversum - Huizen. De tunnel heeft twee boven elkaar gelegen buizen: de onderste tunnelbuis is bestemd voor gemotoriseerd verkeer, de bovenste buis is bestemd voor (brom)fietsers en voetgangers. De Alexiatunnel was in 2022 de eerste dubbellaagse spooronderdoorgang in Nederland. Op het tunneldak bij het winkelcentrum  bevindt zich een pleintje. Voetgangers en fietsers kunnen zo de Alexiatunnel bovenlangs kruisen. 
De hele constructie heeft inclusief de hellingbanen een lengte van 440 meter. Het gesloten gedeelte van de tunnelbuis is 249 meter. De fietsersonderdoorgang die er bovenop ligt, is 50 meter lang. De Alexiatunnel is tien meter breed en twaalf meter diep. Onder het laagste gedeelte van de tunnel bevindt zich op 12 meter diepte de waterkelder. De kelder moet voorkomen dat de tunnel onder water komt te staan bij hevige regenbuien. Een pompsysteem voert het water af naar het riool.
Bij de bouw van de Alexiatunnel is 11.000 kuub beton gebruikt en 1400 ton gevlochten staal.
De tunnel werd in de ontwerpfase aangeduid met de werknaam Oosterengtunnel en is uiteindelijk genoemd naar prinses Alexia. Ook twee andere Hilversumse tunnels zijn vernoemd naar leden van het Koninklijk Huis: de Beatrixtunnel ligt ter hoogte van het station Hilversum en de Prinses Amaliatunnel elders in de Ring Hilversum.
Na kritiek van omwonenden op de veiligheid is besloten om de verkeerssituatie in oktober 2023 iets aan te passen.

## Tweedekstunnel
De Alexiatunnel is na de Koning Willem-Alexandertunnel in Maastricht de tweede dubbeldekstunnel van Nederland. Voetgangers en fietsers rijden door de bovenste tunnellaag, de onderste laag is voor auto’s. De verderop gelegen Beatrixtunnel kent ook een hoogteverschil tussen voetgangers/fietsers en auto's, maar niet op twee lagen boven elkaar. Voor de dubbellaagse spooronderdoorgang werd gekozen door gebrek aan ruimte in de Hilversumse bebouwing. Een bredere tunnel, met alle verkeersdeelnemers naast elkaar, paste niet tussen de bestaande bebouwing. Omdat er woningen aan weerszijden van de vrij smalle Oosterend liggen werd een groot deel van de werkzaamheden uitgevoerd vanaf een verschuifbare bouwbrug.

## Hoogwaardig Openbaar Vervoersverbinding
Voordat deze onderdoorgang er kwam, lag op deze locatie een gevaarlijke overweg waar dagelijks zo’n 230 treinen passeerden. De dubbellaagse spooronderdoorgang is onderdeel van het project Hoogwaardig Openbaar Vervoersverbinding In ’t Gooi, dat de provincie Noord-Holland liet uitvoeren in samenwerking met de gemeenten Huizen, Blaricum, Eemnes, Laren en Hilversum en ProRail. De bouw van de onderdoorgang onder de spoorlijn Hilversum - Amersfoort was een gevolg van de aanleg van de verbinding Hilversum – Huizen. Bij het Wandelpad kwam daarom op de busbaan een spooroverweg voor de HOV-bus die sinds eind 2022 het spoor kruist op weg naar het busstation. De buslijn zorgt voor regionale bereikbaarheid van bijvoorbeeld het ziekenhuis. Het vrijliggende tracé maakt een snelle en stipte dienstregeling mogelijk. 

## Duurzaamheid
De Alexiatunnel is zo duurzaam mogelijk gebouwd. Zo werd bij het graven vrijgekomen zand gebruikt om de natuurbrug in Anna's Hoeve aan te leggen. Door het drijfnat gemaakte zand met pijpleidingen naar de natuurbrug te zuigen werd het transport met zandwagens verminderd. De bouwoverlast voor omwonenden werd tevens beperkt door het gebruik van elektrische bouwmachines zoals hijskranen, graafmachines en walsen.
De wanden van de bouwput werden gemaakt met de zogenaamde 'cutter soil mix-wanden' (CSM-wanden). Daarbij werd de tunnelwand gemaakt door grond los te woelen, te vermengen met cement en dat te laten harden. De hoeveelheid af te voeren grond werd daardoor enorm verminderd.

## Opening
De bouw van deze eerste dubbellaagse spooronderdoorgang van Nederland duurde bijna 2,5 jaar, tien maanden langer dan gepland. De tunnel werd op zaterdag 6 augustus 2022 geopend met een feestelijke optocht van fietsers en wandelaars. De ondergelegen autotunnel werd symbolisch geopend door een stoet betrokken hulpdiensten gevolgd door een werfauto van de gemeente en een elektrische bus.
De naam Alexiatunnel was al een tijdje bekend. Bij de opening bleek de naam ’Alexia tunnel’ op de buitenkant van de tunnel los geschreven te zijn, met een overbodige spatie.

## Uiterlijk
De wanden zijn in ’Dudokstijl' in de lengterichting gevoegd. Ook is de naam van de tunnel in het Dudoklettertype geschreven.
Op de wanden van de fietstunnel zijn aluminium platen aangebracht met afbeeldingen van de zon en bladeren. Deze werden gekozen nadat gebleken was dat de wijk een sterke band met de natuur had. De afbeeldingen worden gevormd door 1,75 miljoen geponste gaatjes van 7,5 en 15 millimeter. De afbeeldingen kwamen tot stand door samenwerking tussen de buurt en kunstenares Louise Hessel uit Utrecht. Bij eerdere projecten in Utrecht gebruikte Wessels tegels, hier werden 663 langwerpige panelen op de twee wanden gebruikt.
De wanden van de autotunnel zijn versierd met ledstrips. De functionele verlichting bevindt zich op de zijkanten van het plafond en lampen in het midden van het plafond. De ‘slimme lampen' passen zich aan bij de hoeveelheid daglicht, zodat het verkeer niet verblind wordt bij het in- of uitrijden van de tunnel.

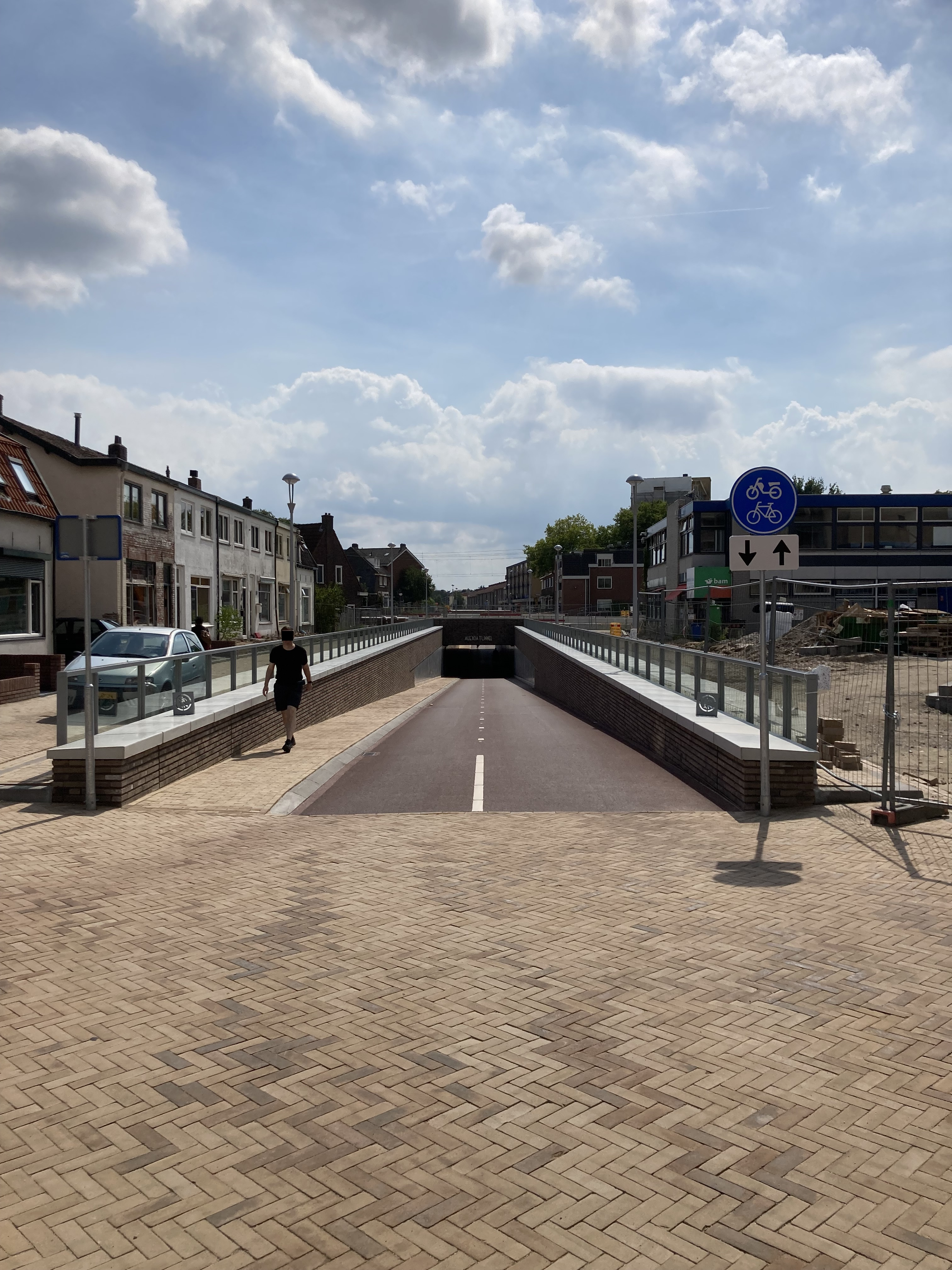
Fietstunnel
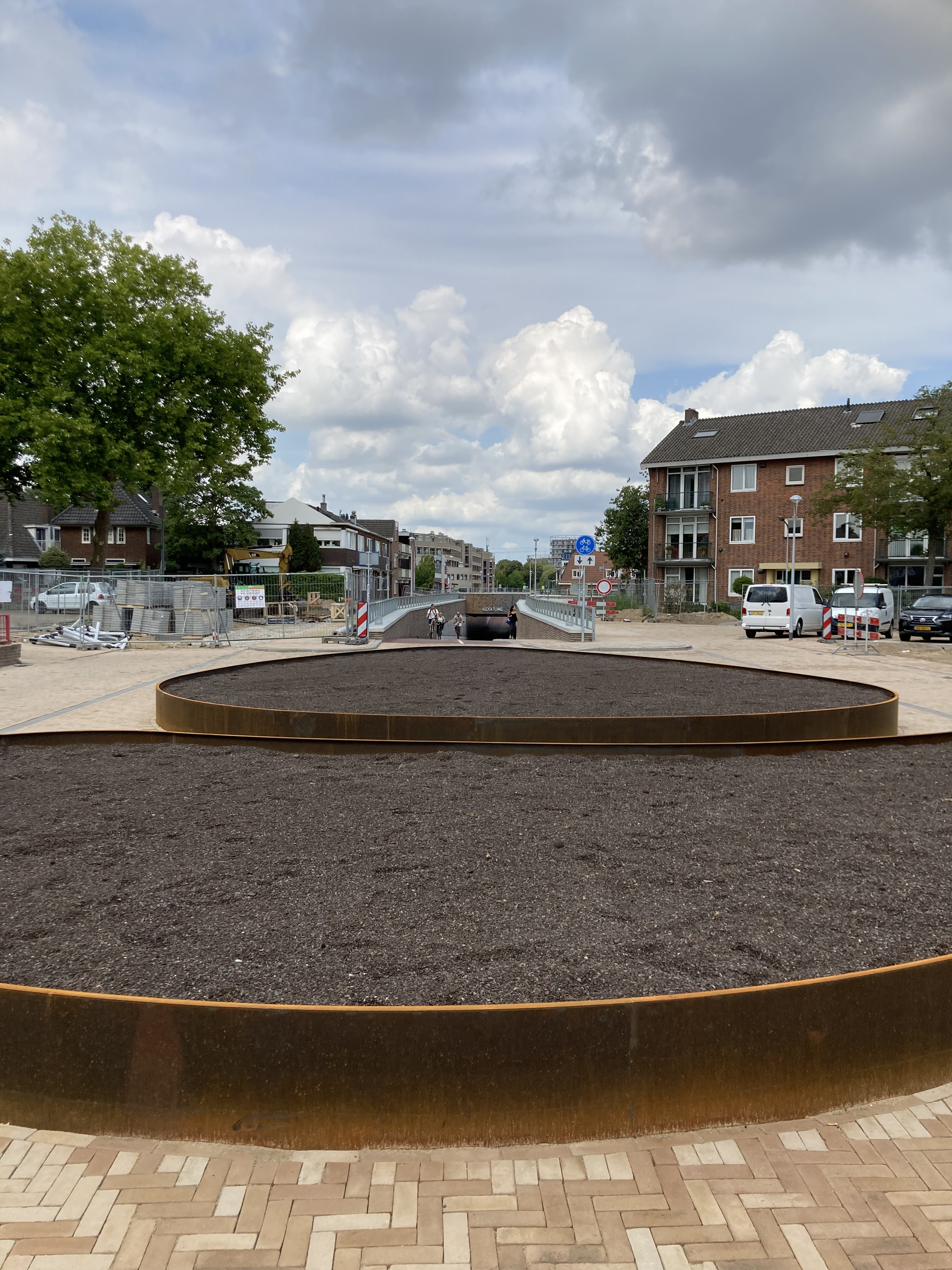
Tunneldek
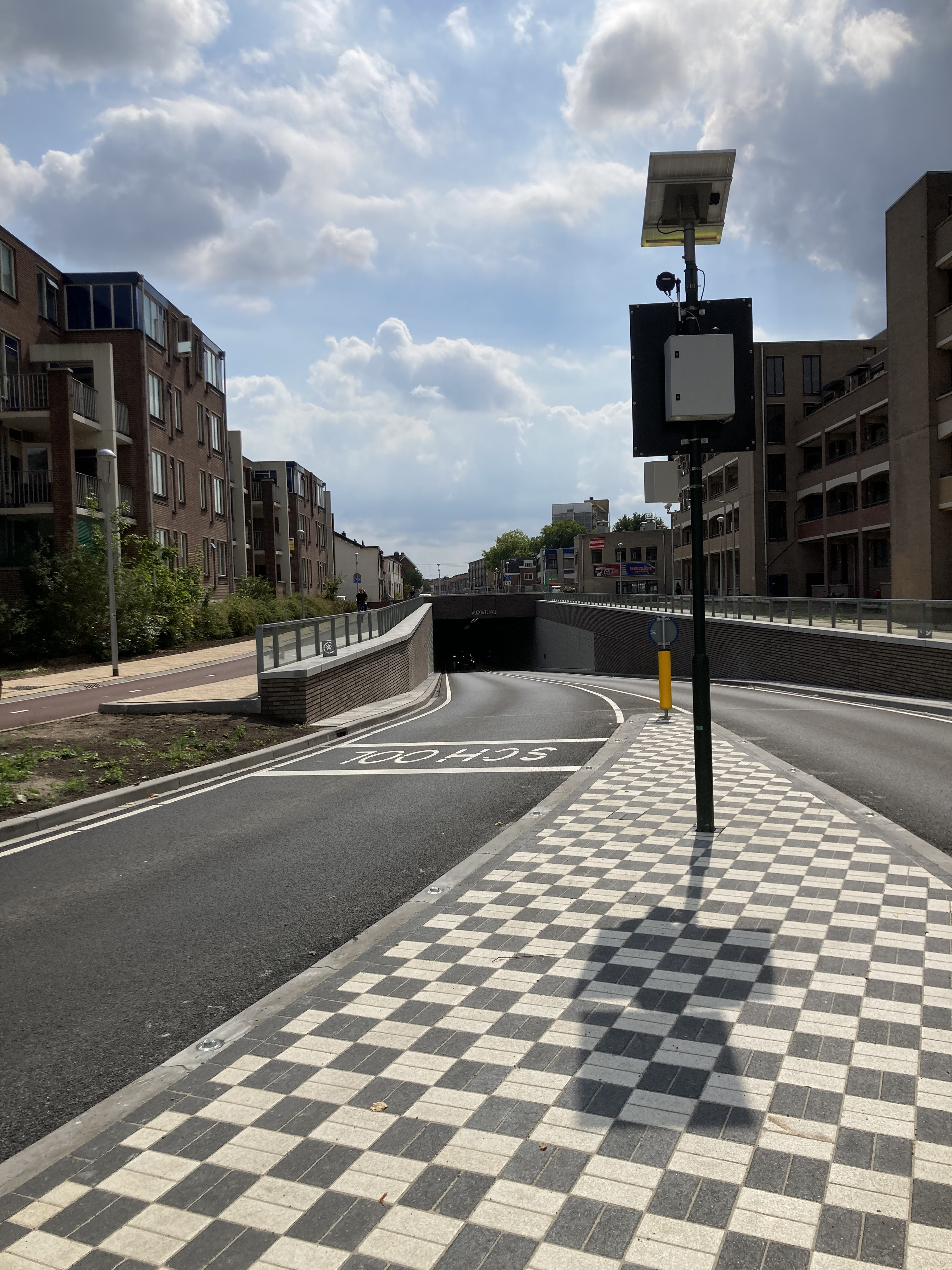
Kijkend in zuidoostelijke richting
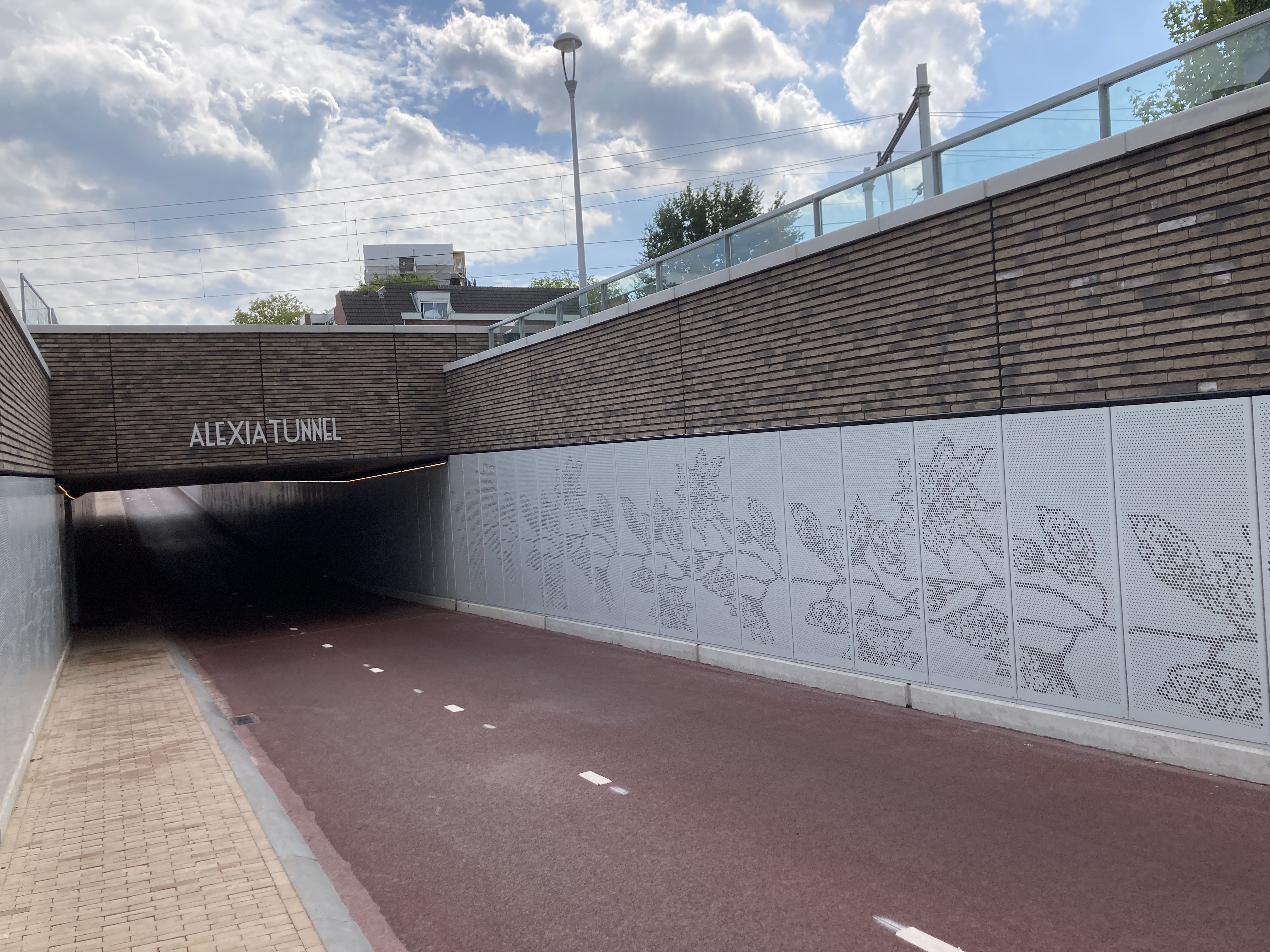
Kunstwerk fietstunnel